# Doolhofelfenbankje
Het doolhofelfenbankje (Cerrena unicolor) is een schimmel behorend tot de familie Cerrenaceae. Hij leeft saprotroof of als necrotrofe parasiet op stammen, stronken en takken van loofbomen. De soort is bekend van Fagus-soorten, esdoorns (Acer), paardekastanjes (Aesculus) en Fraxinus-soorten. Hij komt vooral voor in lanen en open parkbossen op voedselrijke bodem. Hij veroorzaakt witrot.

## Kenmerken

### Uiterlijke kenmerken
De soort heeft vruchtlichamen die halfronde, golvende hoeven zijn tot 10 centimeter breed. Het bovenoppervlak, zonder steel (zittend) aan het groeioppervlak bevestigd. Het is fijn behaard, wit tot grijsbruin van kleur en in zonate gemarkeerd met zones of concentrische kleurbanden. Het oppervlak is vaak groen van algengroei. Het poriënoppervlak is witachtig bij jonge exemplaren en wordt later grijs als ze volwassen zijn. De opstelling van de poriën lijkt op een doolhof van sleuven; de buizen kunnen tot 4 mm diep uitstrekken. De sporenprint is wit.

### Microscopische kenmerken
De sporen zijn elliptisch van vorm, glad, hyaliene, inamyloïde en hebben afmetingen van 5–7 × 2,5–4 µm.

## Ecologie
De soort veroorzaakt witrot en bederf bij papierberk (Betula papyrifera) en suikeresdoorn (Acer saccharum). De schimmel heeft een groot verspreidingsgebied en wordt aangetroffen in Azië, Europa, Zuid-Amerika en Noord-Amerika.

## Eetbaarheid
Hij is oneetbaar voor mensen.

## Naamgeving
De soortnaam werd gepubliceerd in 1785 door Jean Baptiste François Pierre Bulliard als Boletus unicolor, terwijl alle schimmels met poriën doorgaans werden toegewezen aan Boletus. William Alphonso Murrill bracht de soort in 1903 over naar Cerrena. De schimmel heeft een uitgebreide lijst synoniemen gekregen, aangezien hij onder verschillende namen is beschreven en is ingedeeld bij een aantal geslachten.

## Foto's

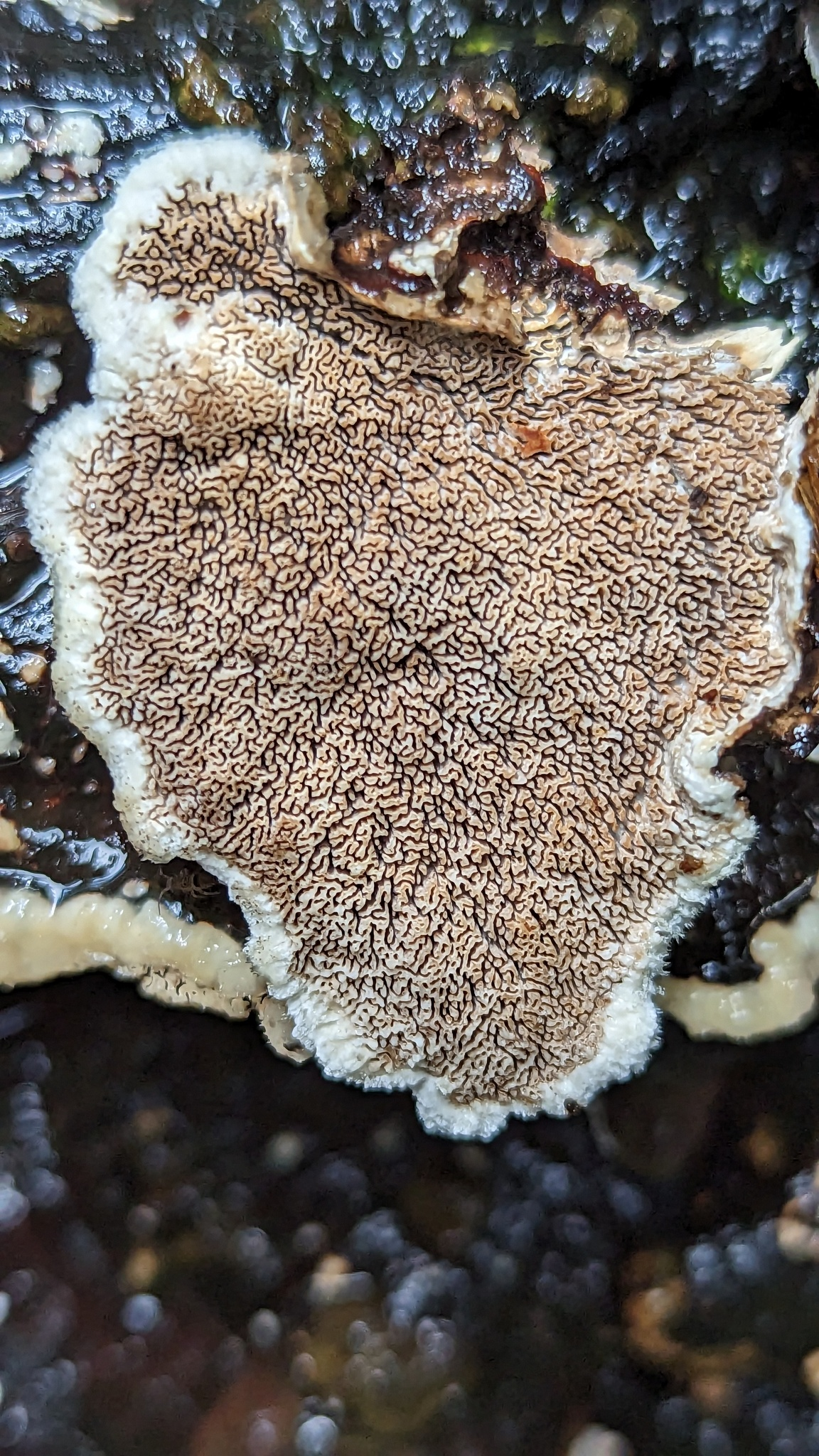
Onderzijde